# Allama Iqbal Open University
Allama Iqbal Open University (urdu دانشگاه پیام نور;) – pakistański uniwersytet z główną siedzibą w Islamabadzie.
Uniwersytet powstał w 1974 roku.
Uniwersytet posiada dużą sieć ośrodków regionalnych w całym kraju. Pakistański Uniwersytet Otwarty kładzie nacisk na kształcenie na odległość.